# Frimurarelogen, Karlstad

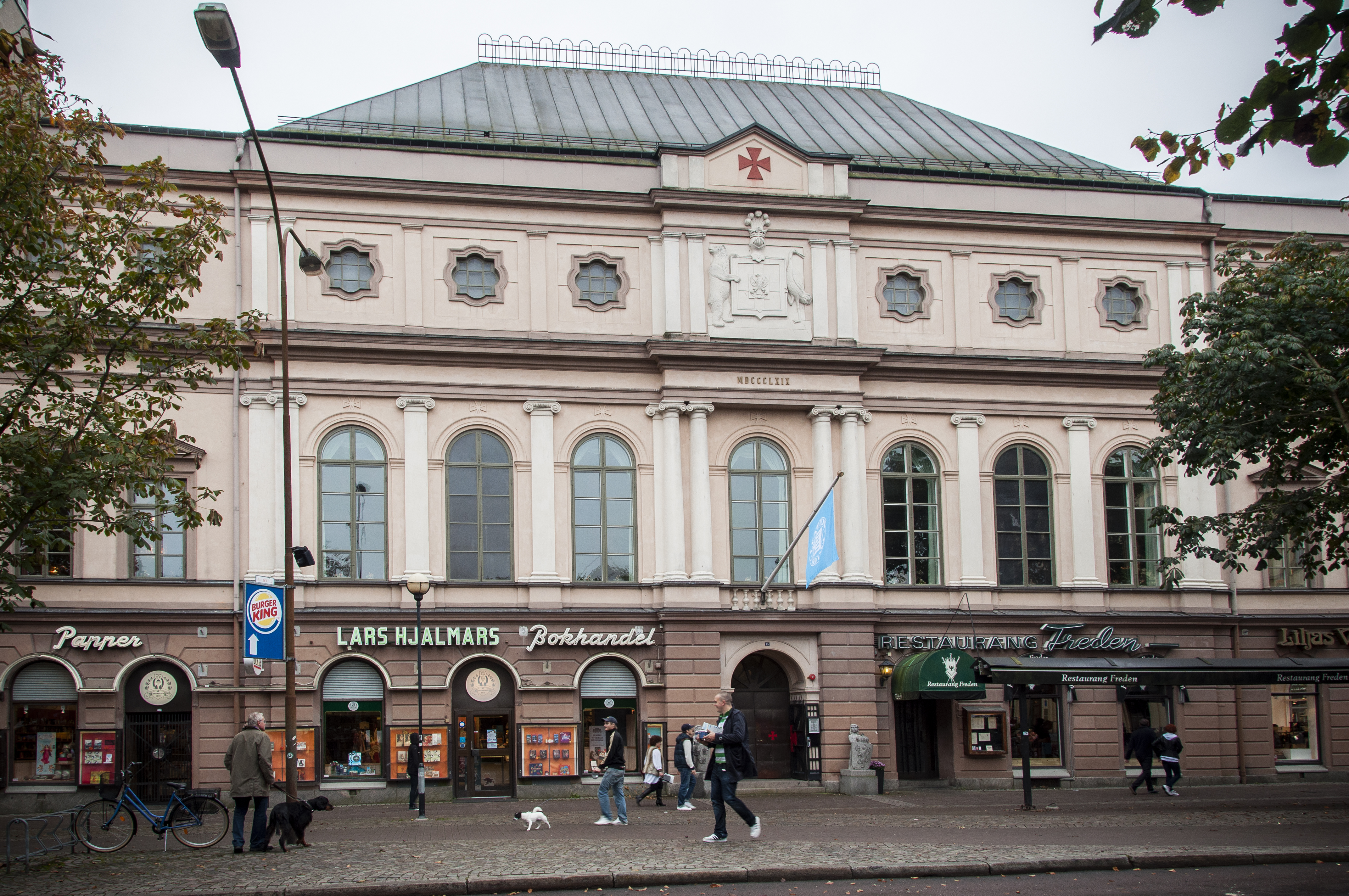
Frimurarelogen.

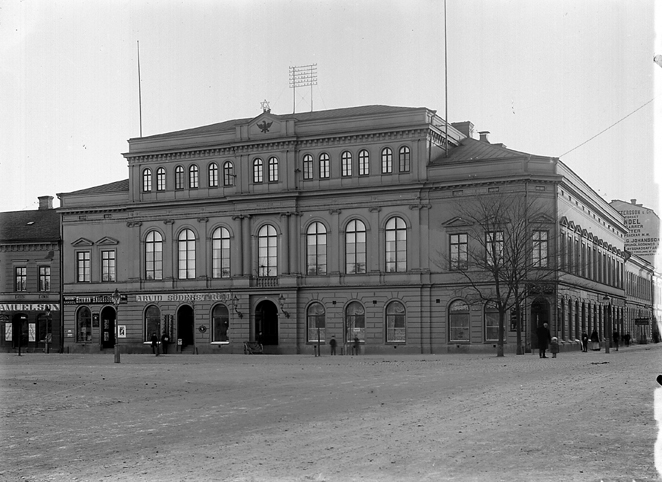
Frimurarelogen 1922.

Frimurarelogen kallas i dagligt tal det ordenshus som ligger vid Stora torget på Tingvallagatan 15 i Karlstad.
Fram till den stora stadsbranden 1865 hade stadens frimurare sammanträtt i det så kallade Assambléhuset vid torget. Men detta hus brann upp tillsammans med stora delar av staden och ett omfattande återuppbyggnadsarbete vidtog i slutet av 1860-talet. Stockholmsarkitekten Johan Fredrik Åbom, som själv var frimurare, utarbetade ritningarna till den nya ordensbyggnaden tillsammans med stadsbyggmästaren Theodor Högström.
Byggnaden placerades i kvarteret Mercurius och uppfördes i tegel i tre våningar 1867–1869. Den gavs ett klassicistiskt formspråk med en rusticerad bottenvåning mot en i övrigt slätputsad kolonn- och risalitprydd huvudfasad. Ursprungligen var allt i mörkgult. Invändigt inreddes loge- och festsal med angränsande förmak med antikiserande utsmyckning.
I festsalen utspelades Gustaf Frödings dikt Balen, och huset var också platsen för Karlstadskonferensen i samband med Unionsupplösningen 1905.
Frimurarelogen byggdes om 1912 för att skapa utrymme för Kapitelsalen. 1923 ändrades takhöjden i en ombyggnad av arkitekten Gustaf Lindgren och fasaden, som smyckades med Värmländska Provinsiallogens vapen. I samband med detta fick Festsalen sin monumentala utformning. De två granitskulpturerna med Sveriges och Norges riksvapen som flankerar ingången hörde ursprungligen till Ivar Johnssons Fredsmonumentet på torget, men flyttades till platsen 1995.
Byggnaden fungerar fortfarande som ordenshus för Svenska Frimurare Ordens Karlstadsloger och är förklarad byggnadsminne.